# ريتشارد تولمان
ريتشارد تولمان (بالإنجليزية: Richard C. Tolman) (4 مارس/1881-5 سبتمبر/1948) هُوَ الفيزيائي الرياضياتي الأميركي والكيميائي الفيزيائي الذي يملك سُلطة عَلى الميكانيكا الإحصائية. كانَ لَه مُساهَمات هامّة في علم الكون الفيزيائي بَعد اكتشاف آينشتاين النسبية العامة. وكان أستاذاً للكيمياء الفيزيائية والفيزياء الرياضية في معهد كاليفورنيا للتقنية الذي يُسمى كالتيك (بالإنجليزية: Caltech).

## حياته
وُلد تولمان في غرب نيوتن (ماساتشوستس)، ودَرَس الهندسة الكيميائية في معهد ماساتشوستس للتكنولوجيا، وتَلقى درجة البكالوريوس في عام 1903والدكتوراه في عام 1910على يَد آرثر آموس نويس.
تزوج روث شيرمان تولمان في عام 1924.
في عام 1912، تَصور مَفهوم الكًتلة النسبية عَن طريق كِتابَتَهُ«التعبير m0(1 - v2/c2)−1/2 وهو الأفضل لكتلة جسم متحرك».
وفي تجربة عام 1916، أثبت تولمان أن الكهرباء تتكون من إلكترونات تدفق من خلال موصل فلزي. وكان الناتج الثانوي لهذه التجربة قيمة مُقاسة لكتلة إلكترون. كان يعرف في المقام الأول باسم المنظر.
كان تولمان عضواً في التحالف التقني في عام 1919، وهو أحد المتقدمين في الحركة التكنوقراطية حيث ساعد في إجراء مسح للطاقة الذي يحلل إمكانية تطبيق العلم على الشؤون الاجتماعية والصناعية.
انتخب تولمان زميلاً في الأكاديمية الأمريكية للفنون والعلوم في عام 1922. وفي العام نفسه، التحق بكلية معهد كاليفورنيا للتكنولوجيا، وأصبح أستاذاً للكيمياء الفيزيائية والفيزياء الرياضية ثم عميداً لكلية الدراسات العليا لاحقاً.
كان أحد طلاب تولمان الأوائل في كالتيك هو الكيميائي النظري لينوس باولنغ، الذي علمه تولمان نظرية الكم قبل معادلة شرودنغر.
في عام 1927، نشر تولمان نصاً عن الميكانيكا الإحصائية التي كانت خلفيتها نظرية الكم القديمة لماكس بلانك، نيلز بور وأرنولد سومرفيلد. وفي عام 1938، نشر عملاً مفصلاً جديداً شاملاً تطبيق الميكانيكا الإحصائية على الفيزياء الكلاسيكية والنظم الكمية. وكان العمل بشأن هذا الموضوع ممتداً لسنوات عديدة ولا يزال موضع اهتمام لليوم.
وفي السنوات الأخيرة من حياته المهنية، أصبح تولمان مهتماً بشكل متزايد بتطبيق الديناميكا الحرارية على النظرية النسبية وعلم الكون. وأظهرت دراسة مهمة نشرها في عام 1934 بعنوان النسبية والديناميكا الحرارية وعلم الكون وكيف أن إشعاعات الجسم الأسود تمر في الكون البارد الواسع ولكنها تبقى مشعة للحرارة - حيث كان ذلك مؤشراً رئيسياً لإشعاع الخلفية الكونية الميكروي. وفي هذه الدراسة أيضاً، كان تولمان أول شخص قام بتوثيق وشرح كيف يمكن أن تكون طاقة الكون المغلق صفراً. وأوضح كيف أن كل الطاقة الكاملة إيجابية وكل طاقة جاذبية سلبية وأنها تلغي بعضها البعض، مما يؤدي إلى كون طاقته صفر. وقد لفت تحقيقه في فرضية الكون المتذبذب، التي اقترحها ألكسندر فريدمان في عام 1922، الانتباه إلى الصعوبات التي تتعلق بالإنتروبيا وما أدى إلى زوالها في أواخر الستينات.
خلال الحرب العالمية الثانية، شغل تولمان منصب المستشار العلمي للجنرال ليزلي غروفز في مشروع مانهاتن. وفي وقت وفاته في باسادينا (كاليفورنيا)، كان المستشار الرئيسي لبرنارد باروخ، الممثل الأمريكي للجنة الأمم المتحدة للطاقة الذرية.
كل عام، قسم كاليفورنيا الجنوبية من الجمعية الكيميائية الأمريكية يكرم تولمان بمنحه وسام تولمان «تقديراً للمساهمات البارزة له في الكيمياء».

## العائلة
عالم النفس السلوكي إدوارد سي تولمان هو شقيق تولمان.

## روابط خارجية
- ريتشارد تولمان على موقع الموسوعة البريطانية (الإنجليزية)
- مؤلفات ريتشارد تولمان في مشروع غوتنبرغ
- أعمال أو نبذة عن ريتشارد تولمان على أرشيف الإنترنت